# بولي سامسون
بولي سامسون(بالإنجليزية: Polly Samson) مؤلفة كتب وكاتبة صحفية ومؤلفة أغاني بريطانية من مواليد 29.04.1962 في لندن. تعمل ككاتبه حرّة لمؤسسة بي بي سي البريطانية. وهي زوجة ديفيد غليمور المغني الرئيسي وعازف الإيتار في فريق بينك فلويد البريطانية.

## روابط خارجية
- بولي سامسون على موقع IMDb (الإنجليزية)
- بولي سامسون على موقع ميوزك برينز (الإنجليزية)
- بولي سامسون على موقع ديسكوغز (الإنجليزية)